# نيفيل ويست
نيفيل ويست (بالإنجليزية: Neville West)‏ (9 نوفمبر 1933 بملبورن في أستراليا - 1 أغسطس 1987 في أستراليا) هو لاعب كريكت أسترالي. لعب مع فريق فكتوريا للكريكت.

## وصلات خارجية
- نيفيل ويست على موقع إي آس بي آن كريك إنفو (الإنجليزية)